# Schönfeld, Mecklenburgische Seenplatte
Schönfeld là một đô thị thuộc huyện Mecklenburgische Seenplatte (trước thuộc Vorpommern-Greifswald (trước thuộc Demmin)), bang Mecklenburg-Vorpommern, Đức. Đô thị Schönfeld, Demmin có diện tích 16,03 km², dân số thời điểm ngày 31 tháng 12 năm 2006 là 443 người.